# 中川正浩
中川 正浩（なかがわ まさひろ、Masa Nakagawa、1962年6月19日 - ）は、日本のジャズギタリスト。福岡県北九州市出身。

## バイオグラフィー
1962年北九州市生まれ/在住。中学生の頃ジャズギターを始め、高校2年の時、小倉のジャズ喫茶「アベベ」にて飛び入りで演奏し音楽家としてのキャリアをスタートする。
大学在学中は福岡市内のライブハウスで活動。卒業後渡米し、バリー・ハリス主宰の伝説のジャズ・ワークショップ「ジャズ・カルチャル・シアター」で数々のセッションを通じ研鑽を積む。
帰国後、東京に活動の場を移しレギュラー・グループを組み、吉祥寺「SOMETIME」、新宿「J」、「ピットイン」などに出演。4年間の活動をへて九州にもどりその後数度にわたり渡米。
1996年よりニューヨークのビレッジにあるジャズ・クラブ「スモールズ」を拠点に、本格的な音楽家としてブルックリン、フィラデルフィアなどの近郊都市で演奏し多数のプロフェッショナルのジャズミュージシャンと交流しながら活動し、異色の日本人ギタリストと言われる。
そのストレートアヘッドなスタイルからグラント・グリーンの名にちなんで"マサ・グリーン"と呼ばれて親しまれる。ギル・コギンス(p)をはじめバリー・ハリス(p)、タルド・ハマー(p)、ジョージ・コリガン(p)、デズロン・ダグラス(b)、リッチー・グッド(b)、ピーター・バーンスタイン(g)、その他多数のミュージシャンと共演。
1999年に帰国後は福岡県在住 で年１回、渡米し現地の第一線で活動している音楽家とレコーディングを重ね、10枚のCDを作成、この活動のやり方は日本人初と言われる。 また、2008年より、レコーディングメンバーを東京を経由せず、直接、 福岡に招聘し九州発信で中央に演奏に行く活動を続けている。2023年秋のツアーで第１4回目を数えた。 2024年 11月、コロナ後、5年ぶりのレコーディングをNYで敢行。 ゲストにRon Carter(b)を迎え、Tardo Hammer(p) とのトリオでアルバム作成。 2025年でジャズギタリスト人生50周年を迎え、更に、たゆまぬ研鑽を続ける孤高のジャズギタリストと呼ばれる。

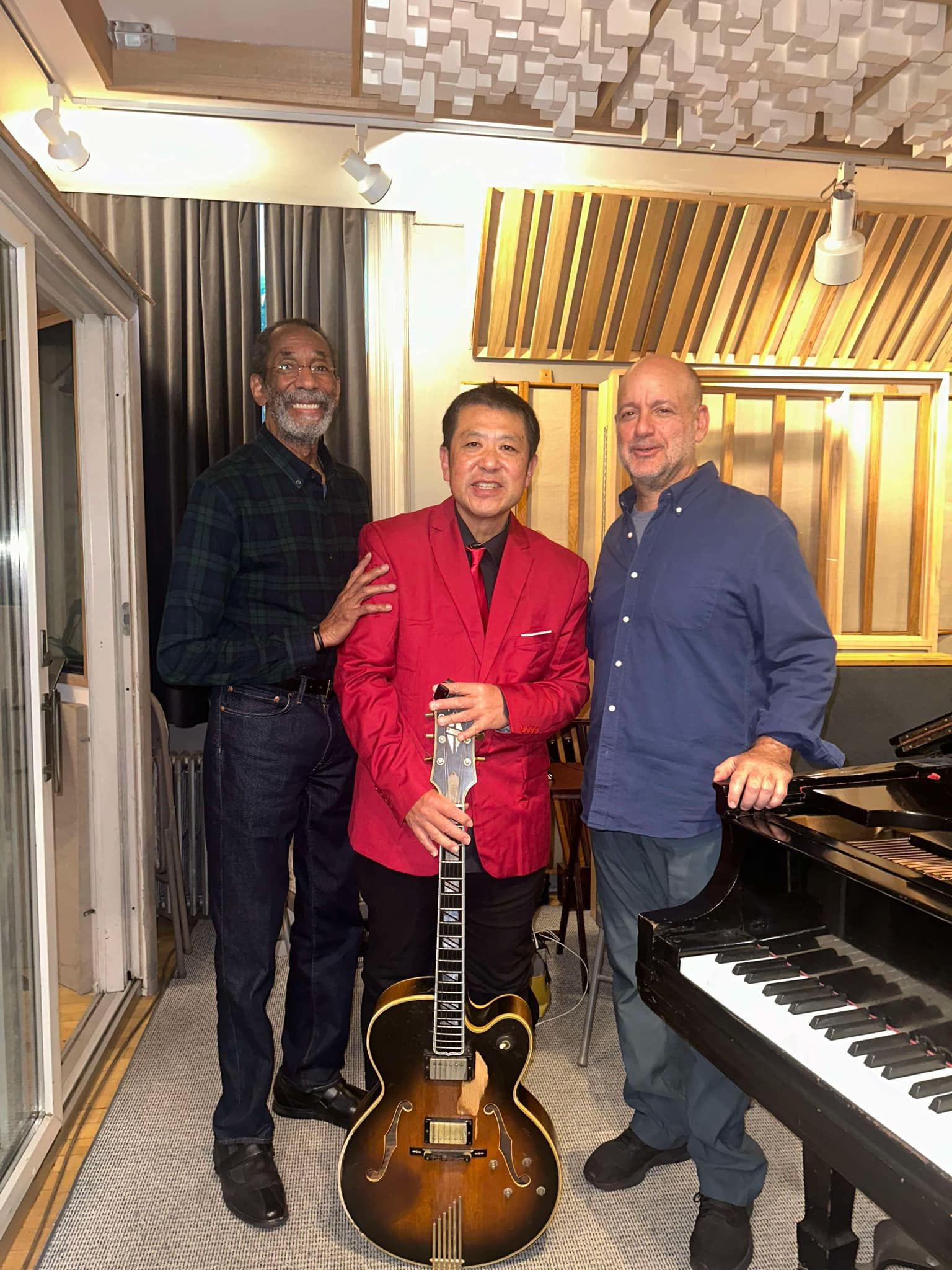
Ron Carter(b) Masa Nakagawa(g) Tardo Hammer(p)

## ディスコグラフィー
- 2000年 (1)That's Old Fashioned（在庫無し）
- 2002年 (2)The Pig Bone
- 2004年 (3)The Man Is True Jazz Guitarist Now
- 2006年 (4)Tribute
- 2007年 (5)The Super V
- 2010年 (6)Blues.Decade
- 2010年 (7)The 7th
- 2012年 (8)Octave
- 2012年 (9)Riichi
- 2015年(10)FINAL ATTACK（在庫無し）

## 活動略歴
- 1999年帰国、福岡市を中心に活動。
- 2000年、ニューヨークでのレコーディングによる1stアルバム「That's Old Fashioned」をリリース。
- 2002年12月にはNY録音2ndアルバム「The Pig Bone」をリリース。
- 2004年、オルガントリオによるNY録音3枚目のアルバム「The Man Is True Guitarist Now」をリリース。
- 2006年、NY録音4枚目のアルバム「Tribute」をリリース。亡き母をはじめ交流のあったジャズミュージシャンへの追悼盤である。
- 2007年、新進気鋭のオルガニストJARED・GOLDを起用しNY録音5枚目のアルバム「THE SUPER V」を録音。12月リリース。
- 2008年3月上旬、NYでのレコーディング・メンバーとツアー決行。「スイングジャーナル」人気ジャズメン投票第20位（ギター）。
- 2009年-2010年、毎年3月、NYでのレコーディング・メンバーと全国ツアー。
- 2010年1月、NY録音6枚目のアルバム「BLUES.DECADE」をリリース。
- 2010年、NY録音7枚目のアルバム「The 7th」をピアノのタルド・ハマーと行いリリース。
- 2010年、Jared Gold(org)Quincy Davis(ds)らとツアー。
- 2011年 春と秋に、NYでのレコーディングメンバー、Jared Gold(org)Quincy Davis(ds)らとツアー。
- 2012年1月、Tardo Hammer(p)Tal Ronen(b)とのNY録音8枚目のアルバム「Octave」をリリース。
- 2012年4月、Tardo Hammer(p)とデュオでツアー。
- 2012年11月、Tardo Hammer(p)とデュオでツアー。
- 2012年11月、Tardo Hammer(p)Dezron Douglas(b)とのNY録音9枚目のアルバム「RIICHI」をリリース。
- 2013年11月、Tardo Hammer(p)Dezron Douglas(b)と九州ツアー。
- 2014年11月、Tardo Hammer(p)Dezron Douglas(b)Neal Smith(ds)とNY録音。
- 2015年4月、 Tardo Hammer(p)Dezron Douglas(b)Neal Smith(ds)とのNY録音10枚目のアルバム「FINAL ATTACK」をリリースと同時に同録音メンバーでツアー。
- 2016年7月、Tardo Hammer(p)、Paul Gill(b)とNY録音。
- 2016年11月、Tardo Hammer(p)Paul Gill(b)と九州ツアー。
- 2017年6月、Grant Stewart(Ts)Tardo Hammer(p)Paul Gill(b)とNY録音。
- 2017年11月、Tardo Hammer(P)とツアー。
- 2018年5月、Ben Paterson(org)Quincy Davis(ds)とNY録音。
- 2018年11月、Ben Paterson(org)Quincy Davis(Ds)とツアー。
- 2019年5月、Tardo Hammer(p) Dezron Douglas(b)とNY録音。
- 2019年11月、Tardo Hammer(p)Dezron  Douglas(b)とツアー。
- 2021年2月、文化庁の支援事業でアメリカ、カナダ、東京、名古屋のピアニスト、ベーシストとインターネットによる演奏動画を作成。好評を得る。
- 2023年11月、Tardo Hammer(p)を招聘し福岡、熊本、北九州、全4ヶ所をツアー。福岡市でレコーディングを行う。
- 2024年11月、コロナ後、5年振りのレコーディングをNYで敢行。ゲストにRon Carter(b)を迎え、Tardo Hammer(p)とのトリオでアルバムを作成。